# Пюклер-Мускау, Герман фон

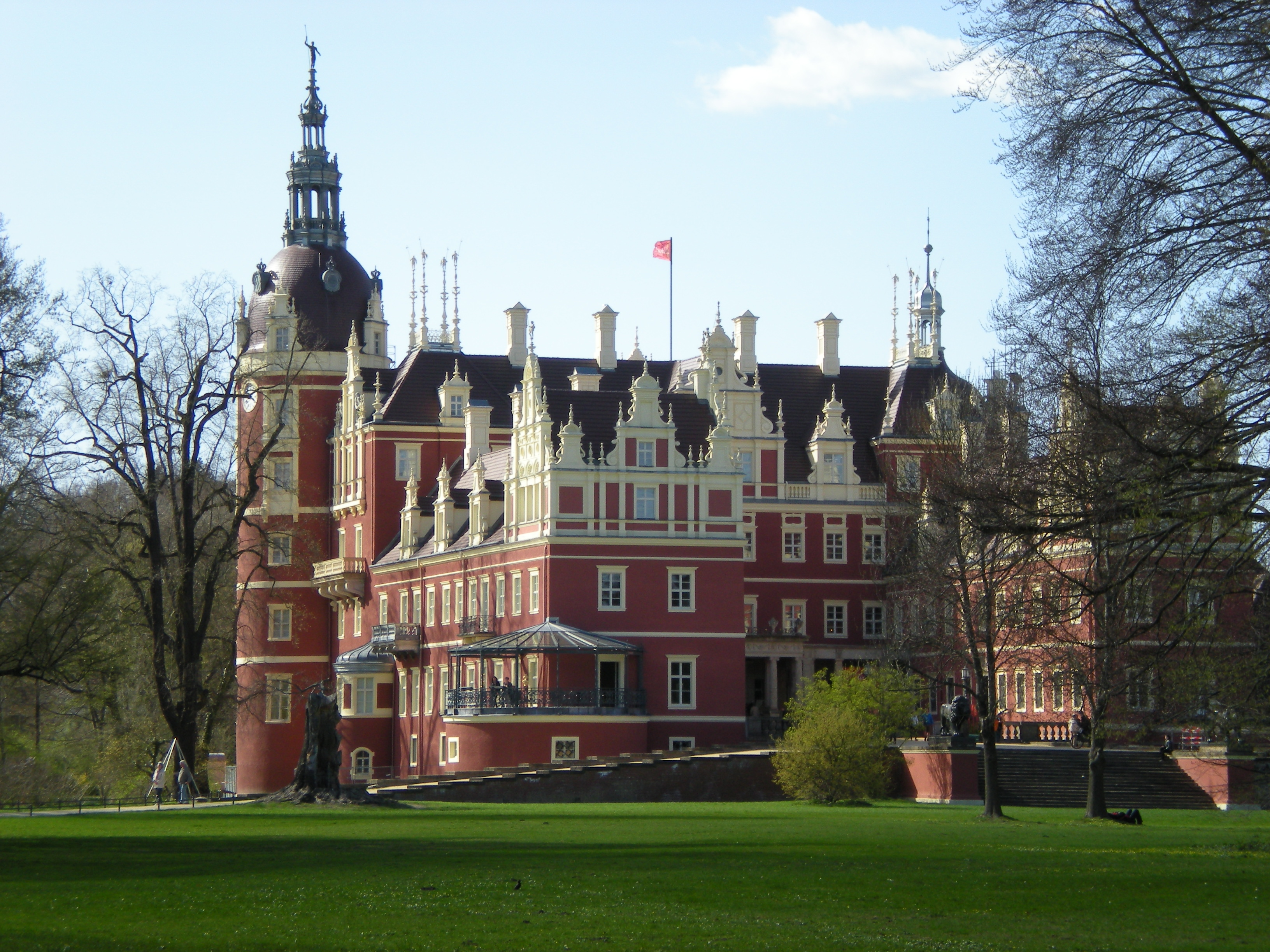
Замок князя Пюклера в парке Мускау

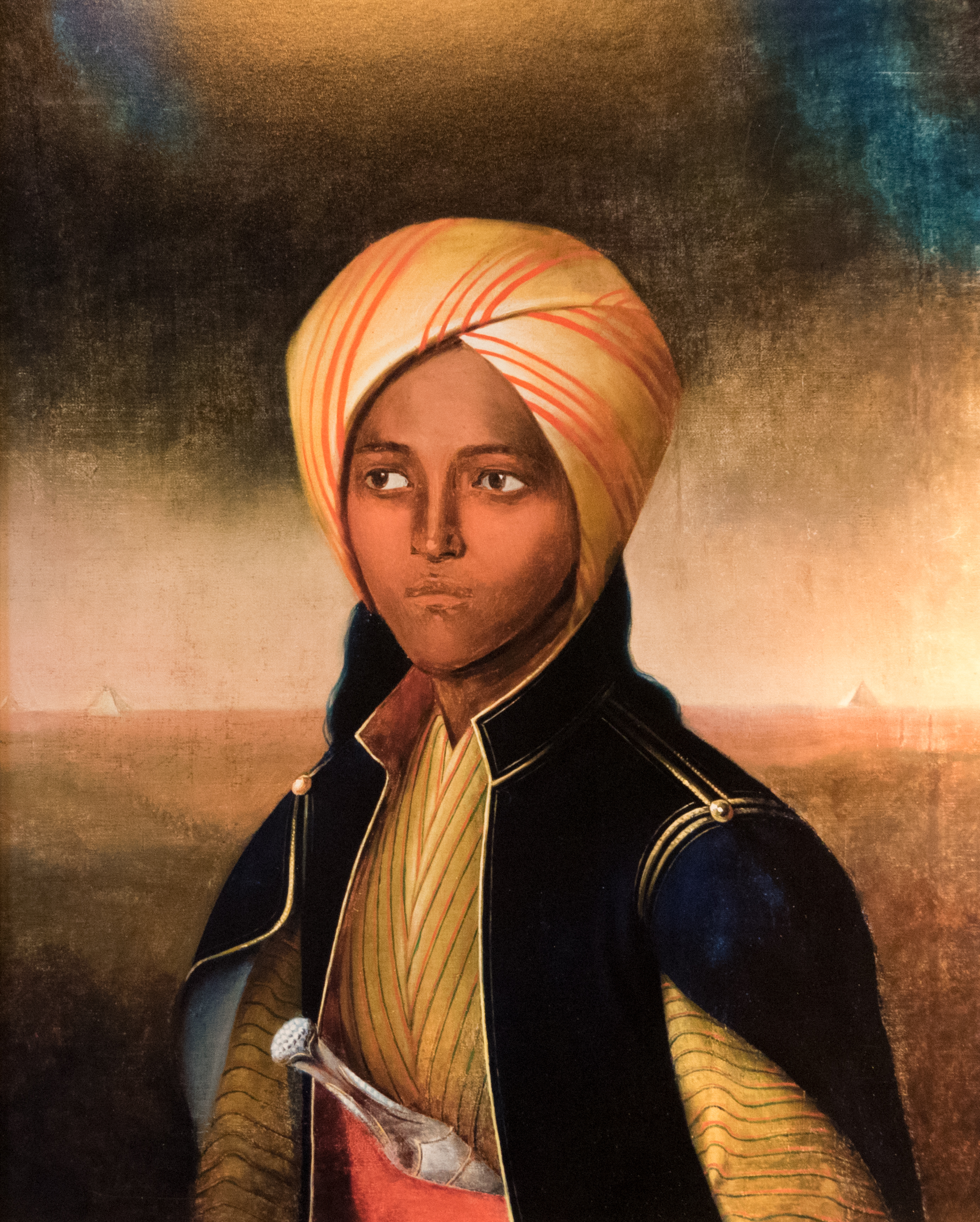
Наложница Махбуба

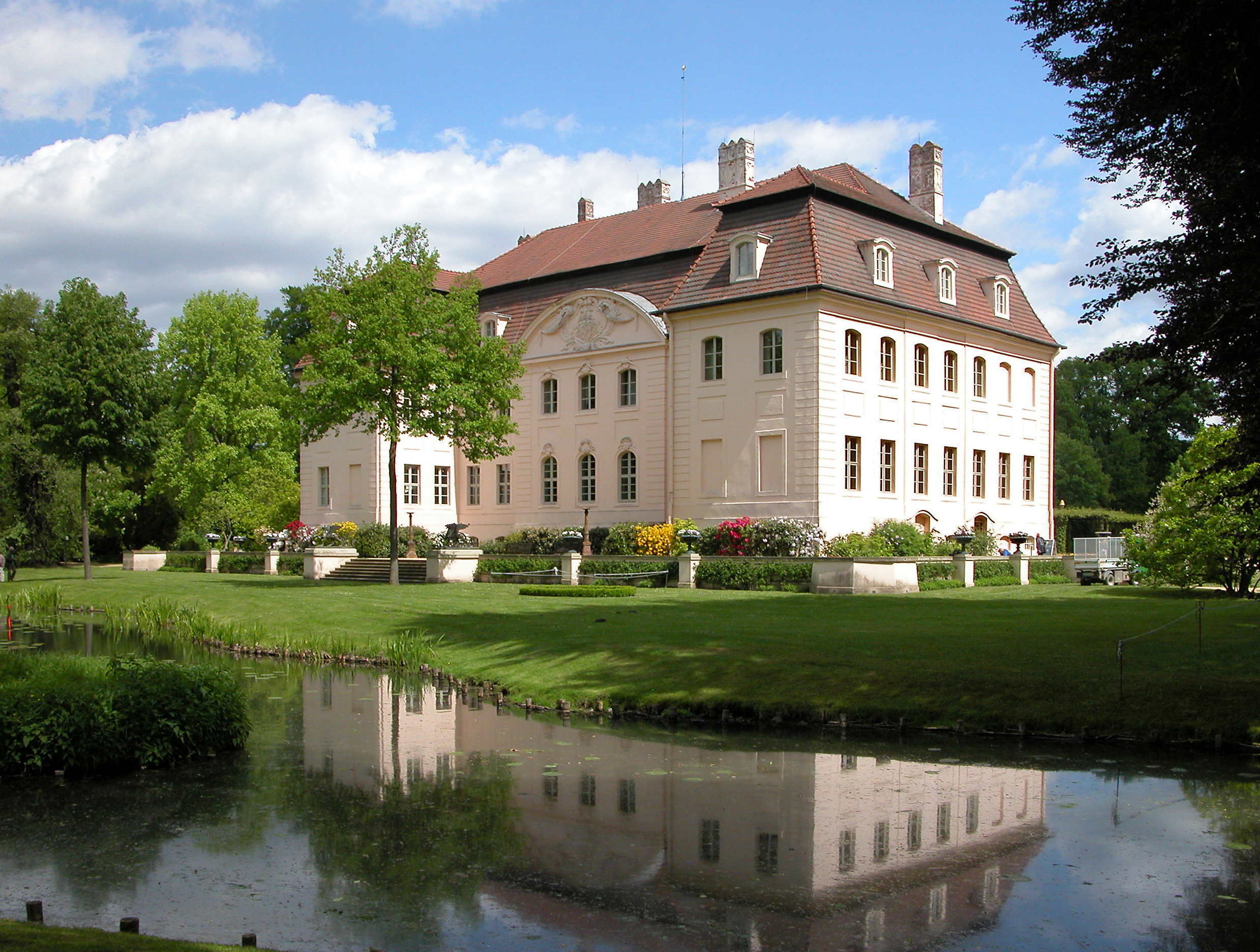
Браницкий дворец под Котбусом

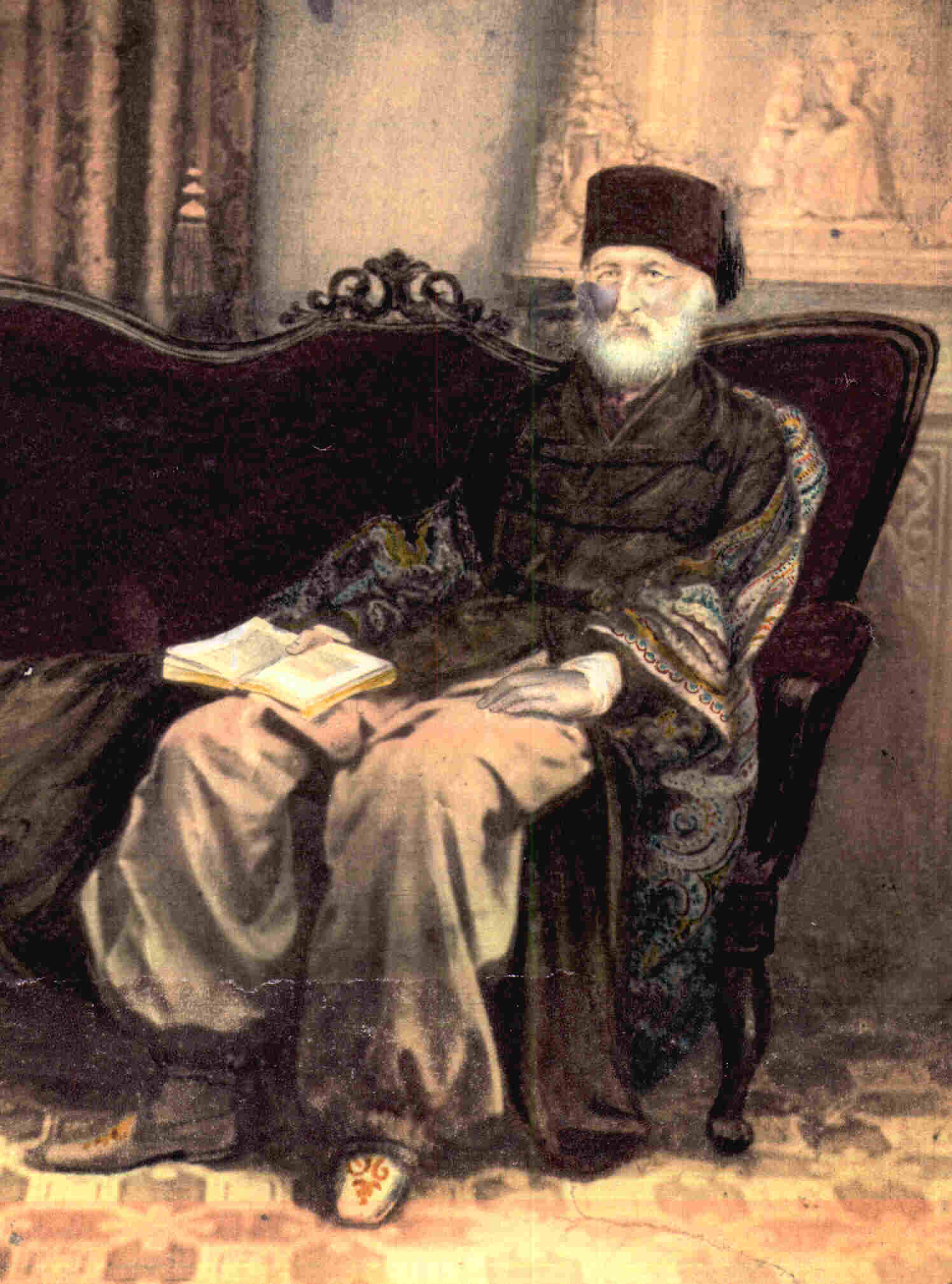
Князь Пюклер в восточном одеянии

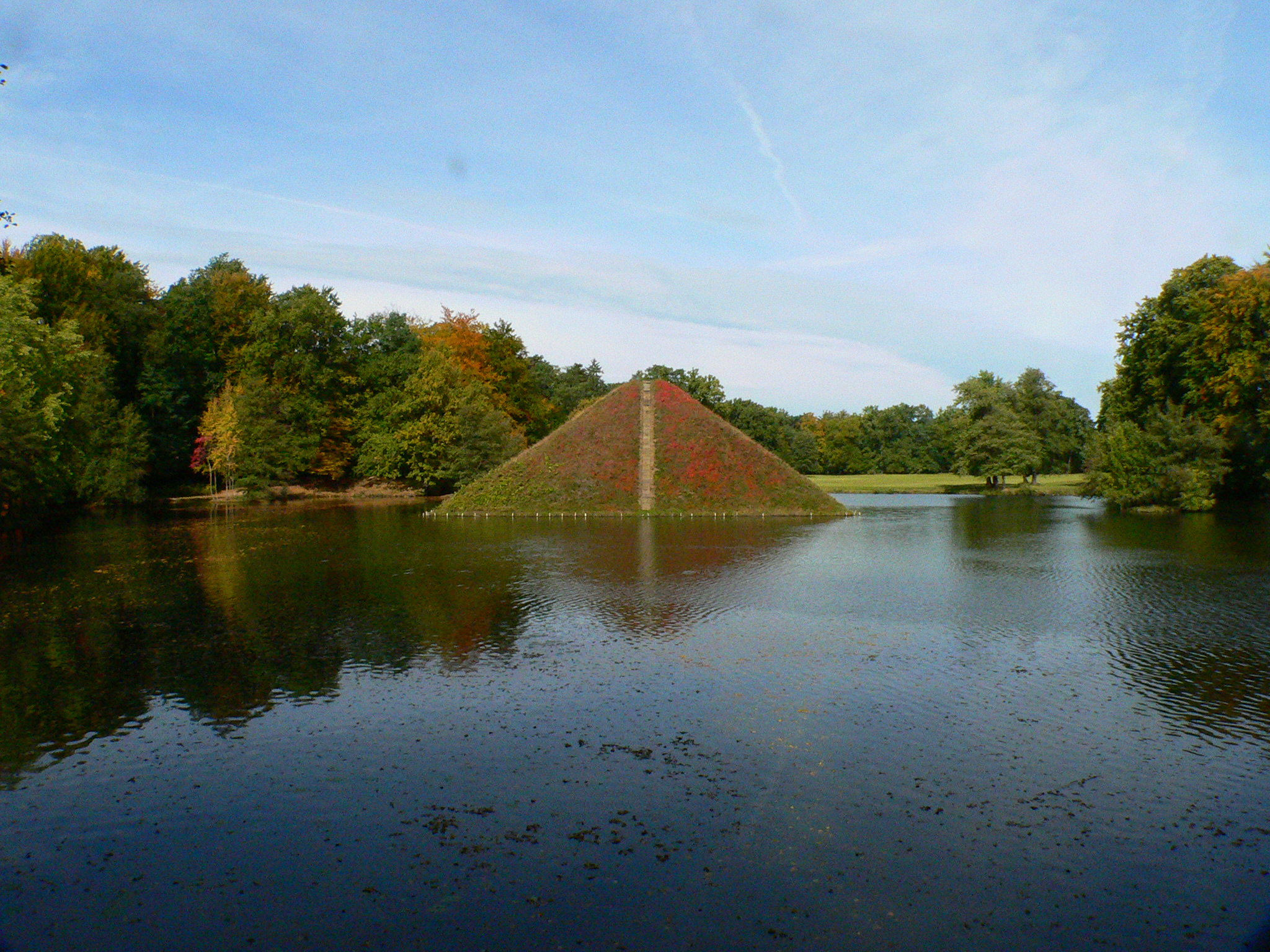
Погребальная пирамида князя Пюклера на парковом озере

Граф, затем (с 1822) князь Герман Людвиг Генрих фон Пюклер-Мускау (Hermann Ludwig Heinrich von Pückler-Muskauо файле, 30 октября 1785, усадьба Мускау, Верхняя Лужица — 4 февраля 1871, дворец Браниц близ Котбуса, Нижняя Лужица) — немецкий писатель, садовод и путешественник, крупнейший землевладелец Лузации.

## Биография
Герман фон Пюклер-Мускау — старший из пяти детей, родившихся в семье силезского графа Людвига Карла Ганса Эрдмана фон Пюклера и его супруги Клементины из аристократического рода Калленбергов. В семье, которая проживала в Мускау, крупнейшем из четырёх сословных владений в Верхней Лужице, воспитывалось ещё три дочери. Брат Германа умер в детстве от дизентерии. Отец считался угрюмым и закрытым человеком. Мать родила Германа в 15 лет и, по его собственным словам, относилась к нему как к игрушке, ребёнок находился в основном на попечении неумных и необразованных слуг. С семьёй в Мускау проживал дед Георг Александр Генрих Герман фон Калленберг. Дед и домашний учитель Андреас Тамм были единственными людьми в доме, от которых молодой граф чувствовал любовь. После смерти деда Калленберга 9-летнего Германа в 1795 году отдали на четыре года учиться к моравским братьям в Уист, затем в интернат в Галле и в дессаускую школу «Филантропиум». По словам Пюклера, строгое пиетистское воспитание обусловило впоследствии его неприятие протестантизма. В течение жизни Пюклер высказывался по религиозным вопросам как пантеист, а в конце жизни обратился в католичество.
В 1800 году Герман Пюклер поступил на юридический факультет Лейпцигского университета, но вскоре забросил учёбу ради военной карьеры: в 1802—1806 годах он служил лейтенантом в полку личной гвардии короля Саксонии в Дрездене. Затем Пюклер отправился в длительные путешествия, часто пешком, по Провансу и Италии. После смерти отца в 1811 году граф Пюклер передал Мускау в управление своему другу, поэту Леопольду Шеферу. В 1813 г. был принят в звании майора русской армии на должностью адъютанта генерала русской службы герцога Карла Августа Саксен-Веймар-Эйзенахского. Принимал участие в Битве народов и освобождении города Веймара. В 1814 г. командир одного из русских летучих отрядов во главе которого занял город Брюгге комендантом которого оставался до конца боевых действий. В июне 1814 вышел в отставку в звании подполковника.
В 1812 году Пюклер с другом Шефером в первый раз побывал в Англии, где местные парки открыли графу его призвание ландшафтного дизайнера. После Венского конгресса 1815 года принадлежавшая Пюклеру часть Лужицы отошла от Саксонии Пруссии. По оценкам историков Пюклер был одним из 15 крупнейших землевладельцев Пруссии.
9 октября 1817 года Герман Пюклер женился на Люции фон Гарденберг, дочери государственного канцлера Пруссии Карла Августа фон Гарденберга. Супруга была на 9 лет старше и имела за плечами развод с Карлом Теодором фон Паппенгеймом. В 1822 году Пюклер удостоился княжеского титула. В 1826 году состоялся формальный развод с Люцией, но бывшие супруги на протяжении всей дальнейшей жизни сохранили дружеские отношения. В Люции Герман Пюклер видел мать, поскольку испытывал сексуальное влечение к малолетним девочкам.
Повязший в долгах князь Пюклер решил поехать в Англию за богатой невестой. В поисках состоятельной наследницы Пюклер провёл в Англии много времени в 1825—1829 годах. Он восхищался стилем жизни английского поместного дворянства, которое он считал лучшей частью английского общества. Тем не менее, в своих письмах Люции он жёстко критиковал безответственное изгнание английской знатью сельского населения в Ирландии ради разведения овец. Пюклер не нашёл себе жены, но его путевые заметки, опубликованные в Германии, а позднее в Англии и США, имели успех и принесли ему материальное благополучие. Князь решил отправиться в Северную Америку, но из-за дуэли пропустил отплытие корабля. Вместо США Пюклер отправился через Алжир в Египет, где был принят хедивом Мухаммедом Али Египетским на государственном уровне и размещён во дворце с обслугой. Далее Пюклер поехал в Судан, где оставался до 1838 года, пока позволяло здоровье. В 1837 году в Каире на невольничьем рынке Пюклер купил 12-летнюю девочку Махбубу, которая сопровождала его дальше в путешествии. Пюклер привёз Махбубу домой в Мускау, но вскоре, 27 октября 1840 года его абиссинская наложница умерла. Герман Пюклер побывал также на Ближнем Востоке, где встречался с леди Эстер Стэнхоуп, и в Константинополе и Греции. Позднее князь Пюклер безуспешно пытался получить должность прусского посланника в Турции.
Князь Пюклер придерживался либеральных позиций и поддерживал прусских реформаторов из круга Генриха Фридриха Штейна. Он призывал создать политическое самоуправление на коммунальном уровне. В реакционной Пруссии эпохи бидермайера князь Пюклер с такими политическими взглядами, пантеизмом и экстравагантным стилем жизни вызывал подозрения. Одновременно Герман Пюклер в полном соответствии с официальной национальной политикой активно участвовал в германизации своих преимущественно сорбских подданных и пренебрегал просвещением народа в своих владениях. В 1826 году Пюклер получил звание полковника, в 1833 году — генерал-майора. С 1862 года Пюклер находился в запасе и в 1863 году получил звание генерал-лейтенанта. В 1866 году Пюклер состоял при главной ставке короля Пруссии во время Австро-прусско-итальянской войны. Во Франко-прусской войне 1870 года 85-летний князь Пюклер уже не участвовал.
Князь Пюклер принял на себя финансовые затраты на обустройство первого парка в Мускау, поэтому в 1845 году он продал свои владения и переехал в свой наследный дворец Браниц под Котбусом. Вырученные от продажи Мускау средства Пюклер потратил на перестройку дворца Браниц и обустройство английского парка вокруг него. Во времена Пюклера кремация по религиозным мотивам была запрещена, поэтому князь прибег к провокационной уловке: он завещал растворить своё сердце в серной кислоте, а тело — погрузить в гидроксид натрия, гидроксид калия и оксид кальция. Таким образом он был погребён 9 февраля 1871 года в тумулусе — пирамиде на парковом озере в Бранице. Дворец и парк бездетного князя отошли его племяннику, имперскому графу Генриху фон Пюклеру, наличные и имущество — племяннице Марии фон Пахельбль-Гехаг, урождённой Зейдевиц. Литературное наследие князя досталось писательнице Людмиле Ассинг при условии написания его биографии и публикации его переписки и дневников.
Вплоть до самой смерти князь Пюклер занимался литературой. Он стал первым немецким писателем, который использовал копировальную бумагу. Герман Пюклер принадлежал к кругу друзей Э. Т. А. Гофмана, который вывел его под собственным именем в новелле «Пустой дом» (1817). Литературные описания его путешествий и приключений принесли князю широкую известность в Германии. Как и Р. Ф. Бёртон, шокировал современников нестандартными взглядами и рассуждениями в духе пантеизма. В конце жизни был наследственным членом прусской палаты господ. Именем князя Пюклера немцы называют трёхцветные мороженое и торт.
Сочинение Пюклера «Andeutungen ueber Landschaftsgärtnerei» способствовало успехам садоводства в Германии. В Англии и Ирландии князь приобрёл глубокие познания в ландшафтоустроительстве, о чём свидетельствует созданный им крупнейший в Центральной Европе ландшафтный парк Мускау, признанный в 2004 году памятником Всемирного наследия. Вместе с Ленне проектировал для королевской фамилии потсдамский парк Бабельсберг.

## Сочинения
- Анонимные «Письма умершего» (нем. Briefe eines Verstorbenen, 1830—31)
- «Tutti Frutti, aus den Papieren des Verstorbenen» (1834)
- «Jugendwanderungen» (1835)
- «Semilassos vorletzter Weltgang, erster Gang: Europa» (1835)
- «Semilasso in Afrika» (1836)
- «Der Vorläufer» (1838)
- «Sudöstlicher Bildersaal» (1840)
- «Aus Mehemed Alis Reich» (1844)
- «Die Rückkehr» (1846—48)
- «Briefwechsel und Tagebücher» (письма и дневник, 1873—1876)